# سماء خارج الأرض

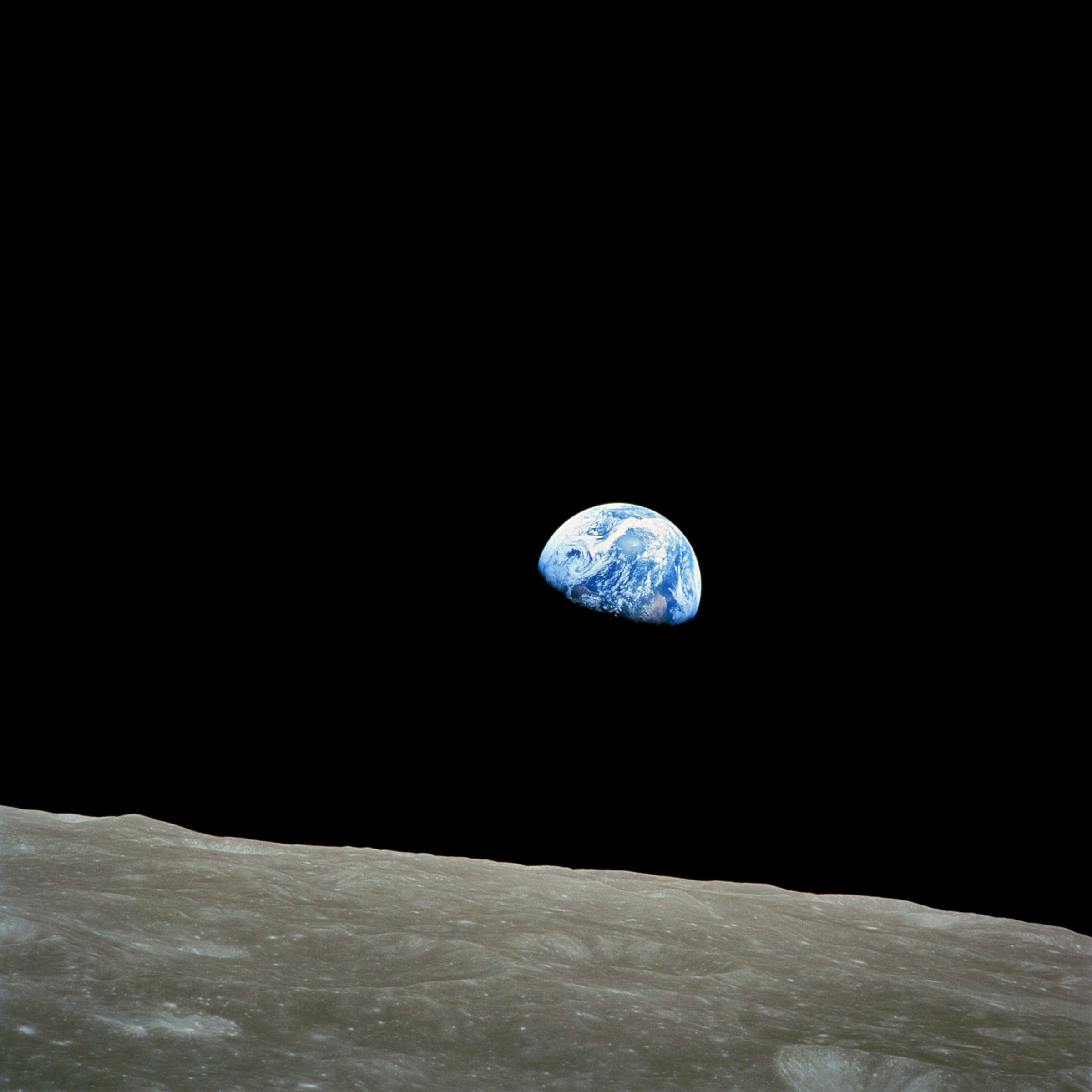
سماء تاريخية خارج كوكب الأرض صورة شروق الأرض على القمر كما بدت خلال رحلة أبولو 8 عام 1968.

في علم الفلك، السماء خارج كوكب الأرض هي رؤية الفضاء الخارجي من سطح عالم آخر غير كوكب الأرض.السماء الخارجية الوحيدة التي شوهدت مباشرة وتم تصويرها من قبل رواد الفضاء هي سماء القمر.وقد رصدت سماء تيتان والمريخ والزهرة بشكل غير مباشر بواسطة المسابر الفضائية المصممة للهبوط على السطح ونقل الصور إلى الأرض.
ويبدو أن خصائص السماوات الخارجية تختلف اختلافا كبيرا بسبب عدد من العوامل.وإن وجد جو خارج كوكب الأرض فأن له تأثير كبير على الخصائص المرئية. وكثافة الغلاف الجوي والتكوين الكيميائي يمكن أن تسهم في اختلافات اللون، وكذلك العتامة (بما في ذلك الغبش) ووجود السحب.
وبالنسبة للسماء الخارجية التي لم ترصد بشكل مباشر أو غير مباشر، يمكن محاكاة مظهرها استنادا إلى معلمات معروفة مثل موقع الأجسام الفلكية بالنسبة إلى السطح وتكوين الغلاف الجوي.

## عطارد
عطارد له جو رقيق أو معدوم، لذلك فإن رؤية سماء الكوكب لن تكون مختلفة عن رؤيتها من الفضاء . ونجم القطب الجنوبي لعطارد هو ألفا المرسمة وقدرة 3.2 وهو أخفت من نجم الشمال في كوكبة الدب الأكبر.

### الشمس من عطارد
تبعد الشمس حوالي 36 مليون ميل عن عطارد أو تقريبا 39 في المئة من مسافة الأرض إلى الشمس. وعلى عطارد أشعة الشمس تبدو أكثر أشرقا بثلاث مرات مما هي علية على الأرض. وسطوعها الكلي أكثر بست مرات. وبسبب المدار المنحرف للكوكب، فإن حجم الشمس الظاهري في السماء يختلف من 2.2 مرة من مما هي علية على الأرض في ألأوج (مع سطوع كلي أكبر بحوالي 4.8 مرة)، إلى 3.2 مرة في الحضيض (مع سطوع كلي أكبر بحوالي 10.2 مرة).
الانحراف الكبير لمدار عطارد مع طول يوم عطارد يؤدي إلى تأثير غير عادي تظهر فيه الشمس لفترة وجيزة عكس الحركة المعتادة من الشرق إلى الغرب مرة واحدة كل سنة عطاردية .

### الكواكب الأخرى
بعد الشمس، الجسم الثاني الألمع في سماء عطارد هو كوكب الزهرة، الذي يبدو أكثر إشراقا بكثير مما هو علية لمرافب على الأرض. والسبب في ذلك هو أنه عندما يكون كوكب الزهرة هو الأقرب إلى الأرض، فهو بين الأرض والشمس، لذلك نرى فقط الجانب الليلي من الكوكب، حتى عندما يكون كوكب الزهرة هو ألمع جسم في سماء الأرض فنحن لانرى في الواقع سوى الهلال الضيق للزهرة. ومن ناحية أخرى، يكون قرص كوكب الزهرة مرئي بالكامل لمراقب على سطح عطارد عندما يكون في وضع المقابلة للشمس ويسطع الزهرة في سماء عطارد بقدر ظاهري -7.7.
الأرض والقمر بارزة جدا في سماء عطارد، بقدر ظاهري حوالي -5 و -1.2 على التوالي. وجميع الكواكب الأخرى مرئية كما هو الحال على الأرض، ولكن إلى حد ما أقل إشراقا في وضع المقابلة. ومن المرجح أن يكون الضوء البروجي أكثر بروزا على عطار مما هو عليه على الأرض.

## الزهرة
جو كوكب الزهرة سميك جدا ولا يمكن تمييز الشمس في سماء النهار، والنجوم ليست مرئية في الليل. الصور الملونة التي التقطتها مسابير فينيرا السوفياتية تشير إلى أن لون السماء على كوكب الزهرة برتقالي.
وإذا كان من الممكن رؤية الشمس من سطح كوكب الزهرة، فإن الوقت من شروق الشمس إلى اليوم التالي (يوم شمسي) سيكون 116.75 يوم من أيام الأرض. وبسبب دوران الزهرة المتراجع، سيبدو أن الشمس ترتفع في الغرب وتغرب في الشرق.

## القمر
القمر ليس له جو أو غلاف جوي، لذلك السماء دائما سوداء، كما هو الحال في عطارد. والشمس مشرقة لدرجة أنه من المستحيل رؤية النجوم خلال النهار، إلا إذا كان المراقب محمي بشكل جيد من أشعة الشمس . نجم القطب الجنوبي للقمر هو دلتا أبو سيف بقدر ظاهري 4.34  ألمع من من نجم الشمال في كوكبة الدب الأكبر.

### الشمس من القمر

الأرض من القمر
(12 أكتوبر 2015)

منظر الشمس من سطح القمر مشابة لمنظرها من مدار الأرض، وأكثر إشراقا نوعا ما هي علية من سطح الأرض، ولونها ابيض نقي، وذلك بسبب عدم وجود تشتت أو امتصاص كما يحدث في غلاف الأرض الجوي .
وبما أن الميل المحوري للقمر بالنسبة إلى مداره حول الشمس يقارب الصفر، فإن الشمس تتتبع بالضبط نفس المسار خلال سماء القمر على مدار عام. ونتيجة لذلك، هناك حفر ووديان بالقرب من أقطاب القمر لم تتلق أشعة الشمس المباشرة، وقد توجد جبال وتلال لم تتواجد في الظل أبدا.

## المريخ

غروب الشمس (صور متحركة) - فوهة غيل (15 أبريل 2015)

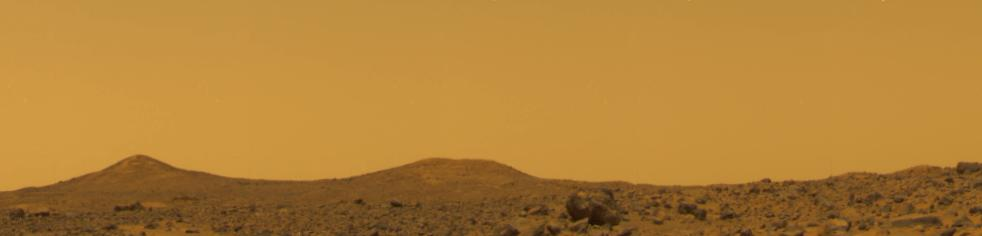
سماء المريخ عند الظهر، كما صورها مارس باثفايندر (يونيو 1999)

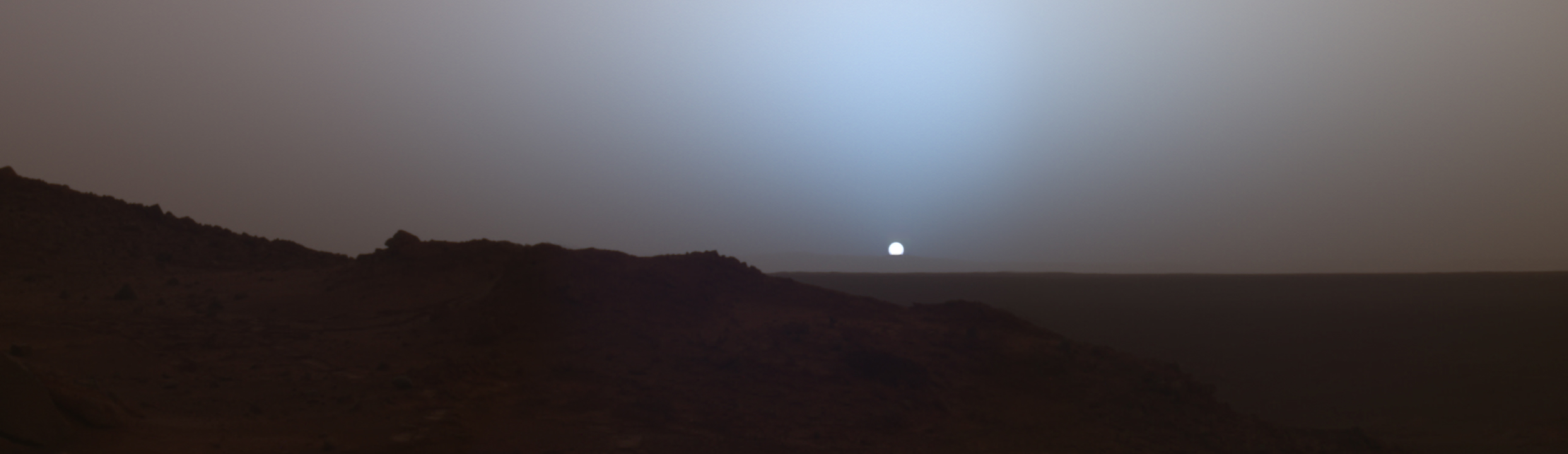
غروب الشمس في سماء المريخ صورة من المسبار المتجول سبيريت (مايو 2005)

المريخ ليس لديه سوى غلاف جوي رقيق. ومع ذلك فأنة مغبر للغاية، وهناك الكثير من الضوء المتناثر . وبالتالي السماء مشرقة نوعا ما خلال النهار والنجوم ليست مرئية. ونجم القطب الشمالي للمريخ ذنب الدجاجة.وفي كثير من الحالات تكون الظواهر الفلكية من سطح المريخ مشابهة للظواهر التي تظهر من الأرض، ولكنها أحيانا قد تكون مختلفة أيضا. على سبيل المثال، لأن الغلاف الجوي للمريخ لا يحتوي على طبقة الأوزون، فمن الممكن أيضا عمل عمليات رصد بالأشعة فوق البنفسجية من سطح المريخ.

### الشمس من المريخ
يبعد المريخ حوالي 142 مليون ميل من الشمس. حوالي مرة ونصف بعد الشمس عن الأرض، وسوف تبدو الشمس أصغر في سماء الكوكب المتربة مما هي علية على الأرض. ويظهر قرص حجم قرص الشمس 5⁄8 مما يبدو علية من الأرض .، ويصل 40٪ من الضوء تقريبا مشابة لسطوع الاصيل بعد الظهر في جو غائم قليلا على الأرض.

### الأرض من المريخ
الأرض مرئية من المريخ مع القمر كنجم مزدوج؛ وسيبدو القمر كالرفيق الأضعف سطوعا . وعند إقتران الأرض والشمس (للمراقب الأرضي، هذا الوضع سيكون مقابلة المريخ والشمس) بالقرب من الاستطالة القصوى (47.4 درجة)، فإن الأرض والقمر يتألقان في مقادير ظاهرية -2.5 و +0.9 على التوالي.

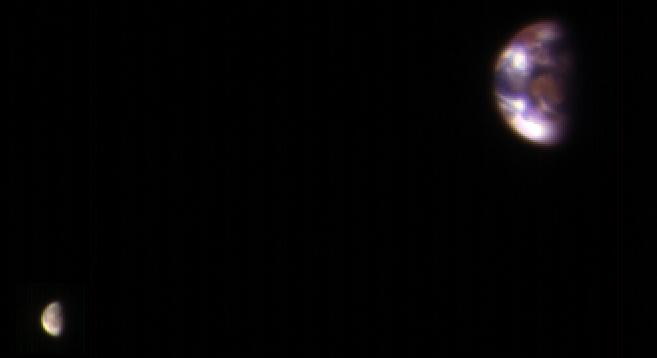
صورة مركبة للأرض والقمر كما تشاهد من المريخ على بعد 127 مليون ميل من خلال الكاميرا العلمية عالية الدقة (هيريس) على مارس ريكونيسانس أوربيتر

### كوكب عطارد
في 3 يونيو 2014 رصد المتجول كيوريوسيتي عبور كوكب عطارد لقرص الشمس من على كوكب المريخ، وهي المرة الأولى التي يرصد فيها عبور فلكي من جرم فلكي أخر إلى جانب الأرض. والصورة الأولى لكوكب عطار من المريخي

كوكب عطارد يمر أمام الشمس كما يرى من قبل المتجول كيوريوسيتي على المريخ (3 يونيو 2014))

## المشتري
على الرغم من عدم التقاط أي صور من داخل جو المشتري، إلا أن عمليات المحاكاة الفنية تفترض عادة أن سماء الكوكب زرقاء، وإن كانت باهتة أكثر من سماء الأرض، لأن أشعة الشمس في المتوسط 27 مرة أكثر خفوتا على الأقل في الطبقات العليا من الغلاف الجوي. وقد تكون حلقات الكوكب الضيقة مرئية بشكل خافت من خطوط العرض فوق خط الاستواء. وفي الطبقات السفلى من الغلاف الجوي فإن الشمس لا تشاهد وتحجبها الغيوم والضباب من مختلف الألوان، والأكثر شيوعا الأزرق والبني والأحمر. وعلى الرغم من أن النظريات هناك كثيرة تشرح سبب الألوان فأنة لا يوجد حاليا أي إجابة لا لبس فيها.

## أورانوس
لون الغلاف الجوي، أو سماء أورانوس ربما أزرق فاتح أو سماوي. ومن غير المرجح أن تشاهد حلقات الكوكب من سطحه، لأنها رقيقة جدا ومظلمة. ونجم القطبي الشمالي لكوكب أورانوس هو النجم سابق وهو نجم ثنائي في كوكبة الحواء قدرة 2.4  وأورانوس لديها أيضا نجم قطبي جنوبي 15 أوريونيس، قدرة 4.8 . كلاهما أخفت من نجم الشمال في كوكبة الدب الأكبر

## زحل

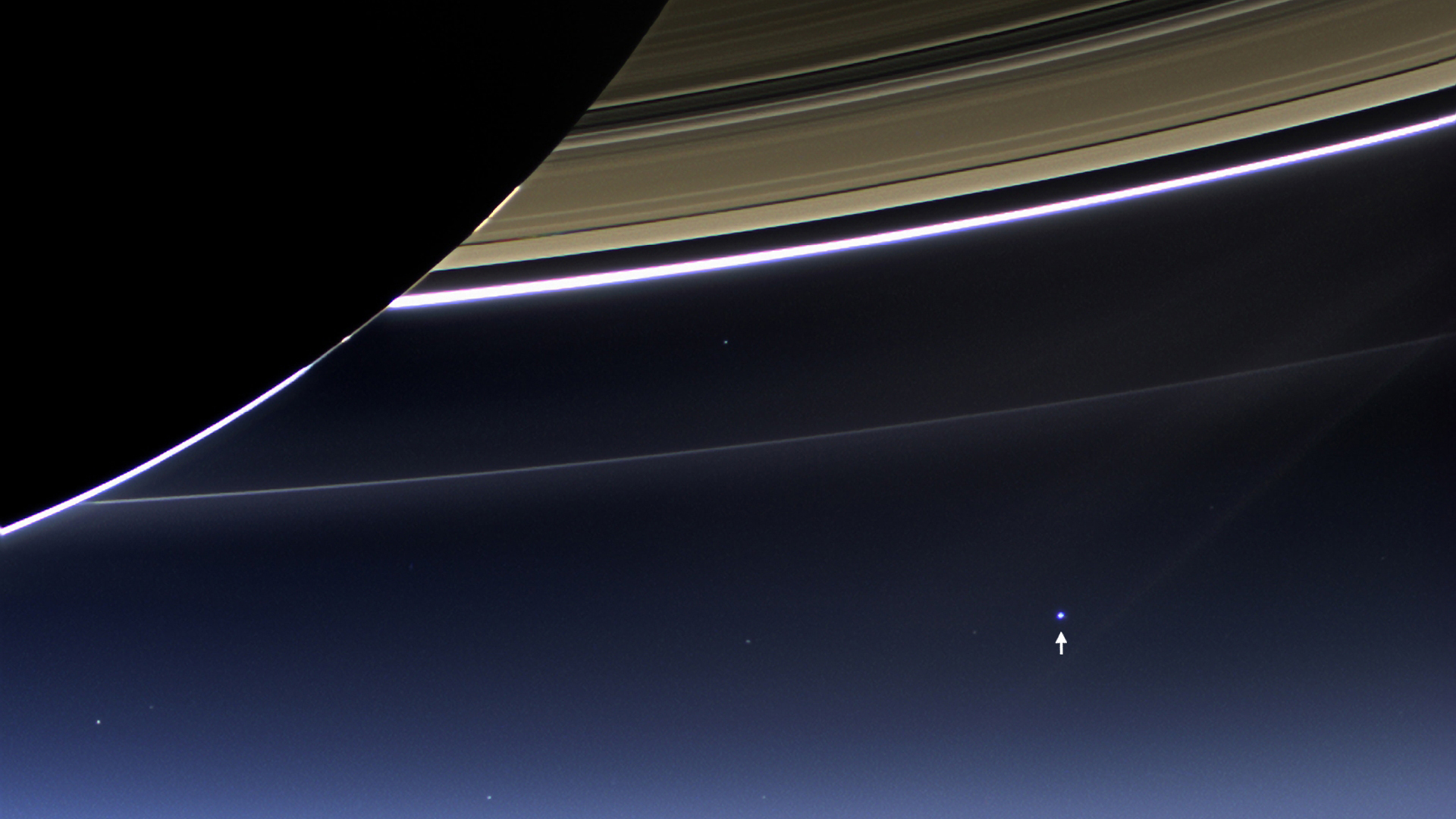
صور مركبة ناسا الفضائية كاسيني للأرض والقمر (مرئية أسفل اليمين) من كوكب زحل في (19 يوليو 2013)

السماء في الطبقات العليا من الغلاف الجوي لزحل ربما تميل إالي الأزرق، ولكن اللون السائد في سحب زحل المركبة يشير إلى أن لون سماء زحل قد يكون مصفر في الطبقات السفلي.
تظهر عمليات رصد المركبات الفضائية أن الضباب الدخاني الموسمي يتطور في نصف الكرة الجنوبي لزحل عندما يكون الكوكب في الحضيض بسبب الميل المحوري لزحل. وقد يؤدي ذلك إلى أن تصبح السماء مصفرة في بعض الأحيان. ويشير نصف الكرة الشمالي لزحل نحو الشمس فقط عندما يكون الكوكب في الأوج من المرجح أن تظل السماء هناك زرقاء . حلقات زحل بالتأكيد مرئية من الطبقات العليا من الغلاف الجوي لزحل ولإن الحلقات رقيقة جدا فقد لاتشاهد من خط استواء زحل . ومع ذلك، ومن أي مكان آخر على هذا الكوكب، فإنها يمكن أن تشاهد الحلقات على شكل قوس مذهل يمتد عبر نصف الكرة السماوي لكوكب زجل

## نبتون
إذا حكمنا على لون الغلاف الجوي، فأن لون سماء نبتون على الأرجح لازوردي أو زرقاء، على غرار أورانوس ".وكما هو الحال مع أورانوس، فمن غير المحتمل أن حلقات الكوكب يمكن أن تشاهد من سطحه، لأنها رقيقة جدا ومظلمة.
وبصرف النظر عن الشمس، الجسم الأكثر إثارة للإعجاب في سماء نبتون هو القمر الكبير ترايتون، والذي سوف يظهر أصغر قليلا من البدر الكامل على الأرض. وهو يتحرك بسرعة أكبر من القمر الأرض وبحركة تراجعية، وتستغرق فترتة المدارية الأقصر (5.8 من أيام الأرض) 
وسوف يبدو حجم قرص القمر الصغير بروتيوس مساوي لنصف حجم البدر الكامل. والمثير للدهشة أن أقمار نبتون الداخلية الصغيرة تغطي، في مرحلة ما من مداراتها، أكثر من 10 درجات في سماء نبتون. وهنا الأقطار الزاوية لأقمار نبتون (للمقارنة، قمر الأرض في المتوسط 31' لمراقب من سطح الأرض):: نياد، 7-13 '؛ ثالاسا، 8-14 '؛ ديسبينا، 14-22 '؛ غالاتيا، 13-18 '؛ لاريسا، 10-14 '؛ بروتيوس، 12-16 '؛ ترايتون، 26-28 '.وهذة المحاذاة للأقمار نبتون الداخلية من المرجح أن تنتج مشهد مذهل.
قمر نبتون الخارجي نيرد ليس كبير بما فيه الكفاية ليظهر كقرص من نبتون .

### سماء ترايتون

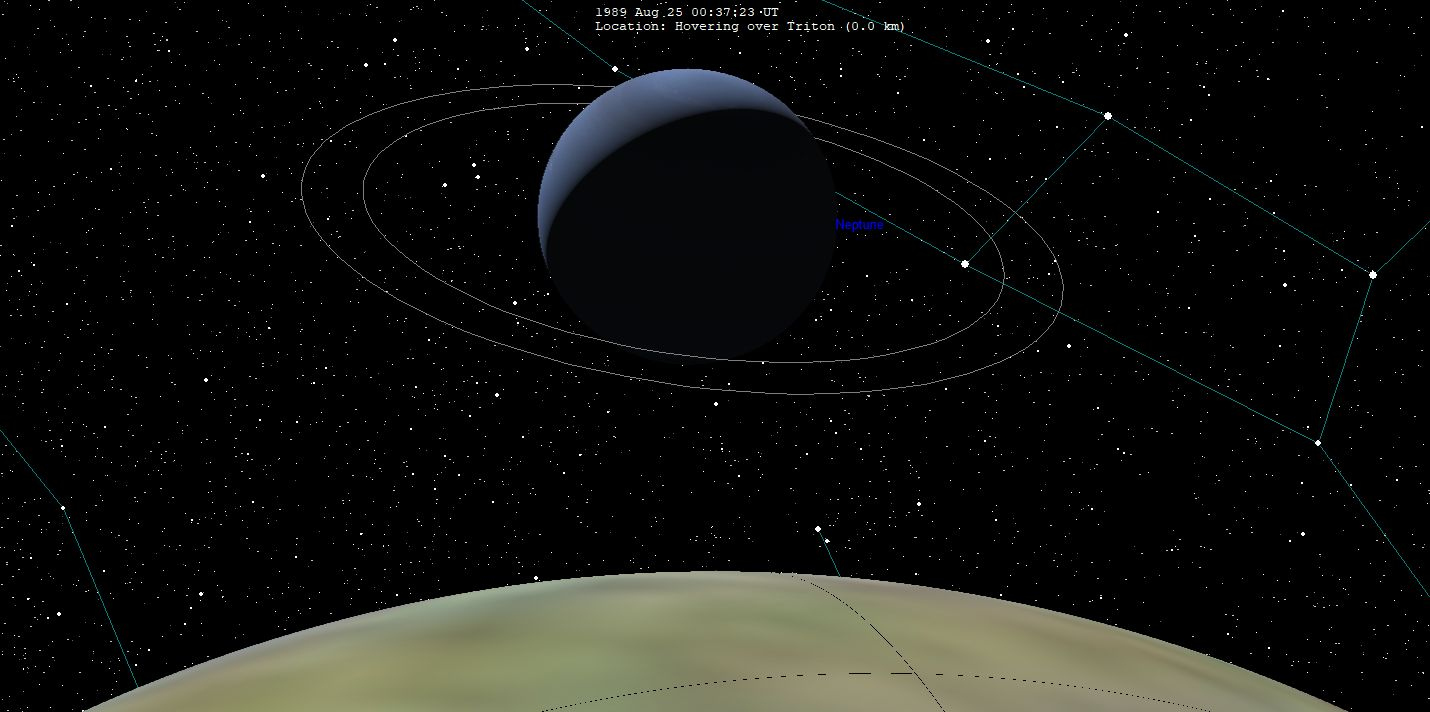
محاكاة لمنظر نبتون في سماء ترايتون

ترايتون، أكبر قمر لكوكب نبتون، له جو، لكنه رقيق جدا بحيث لا تزال السماء سوداء، وربما يوجد بعض الضباب الشاحب في الأفق. ولأن مدار ترايتون متزامن، يظهر نبتون دائما في نفس الموقع في السماء. ويميل محور دوران ترايتون 129.812 درجة تقريبا إلى مستوى مدار نبتون،
وبالتالي فأن القمر ترايتون يميل في إتجاة الشمس ضمن 40 درجة من مرتين في السنة النيبتونية، وهذا مشابة تقريبا لكوكب أورانوس وخلال دوران نبتون حول الشمس، فإن المناطق القطبية لترايتون تتناوب في مواجهة الشمس لمدة تمتد 82 عاما، مما يؤدى إلى تغييرات موسمية جذرية كلما واجة أحد اقطاب القمر ضؤء الشمس.
وسوف يغطي كوكب نبتون 8 درجات في سماء ترايتون، وعلى الرغم من أن سطوع الكوكب الأقصى مماثل تقريبا لسطوع البدر الكامل على الأرض فإنه لمعانة سوف يظهر مساوي فقط لحوالي 1⁄256 من لمعان البدر الكامل، لكل وحدة مساحة.

## بلوتو
يدور بلوتو يرافقه أكبر أقمارة شارون حول الشمس عادة خارج مدار نبتون باستثناء فترة عشرين عاما في كل مدار. ويبلغ متوسط المسافة بين بلوتو والشمس حوالي 3.7 مليار ميل. هذا حوالي 40 ضعف مسافة الأرض إلى الشمس. ومن هنا، أشعة الشمس أخفت بحوالي 1600 مرة مما هي علية من على الأرض. ومع ذلك، أكثر سطوعا بحوالي 150 إلى 450 مرة من القمر الكامل على الأرض - ساطعة بما فيه الكفاية ليفوق بريقها كل شيء آخر في السماء ويصعب النظر إليها مباشرة. (يرجع هذا التباين في السطوع إلى حقيقة أن مدار بلوتو بيضاوي الشكل للغاية، ويمتد من مجرد 4.4 مليار كم إلى أكثر من 7.3 مليار كم من الشمس).
يتكون الغلاف الجوي لبلوتو من مغلف رقيق من غازات النيتروجين والميثان وغاز أول أكسيد الكربون .عندما يكون بلوتو أقرب إلى الشمس، تزداد درجة حرارة سطح بلوتو المغطى بالجليد الصلب، مما يتسبب في تسامي الجليد إلى غاز. هذا الجو ينتج أيضا ضبابا لافت للنظر أزرق مرئي عند غروب الشمس، وربما في أوقات أخرى من يوم بلوتو

## معرض صور

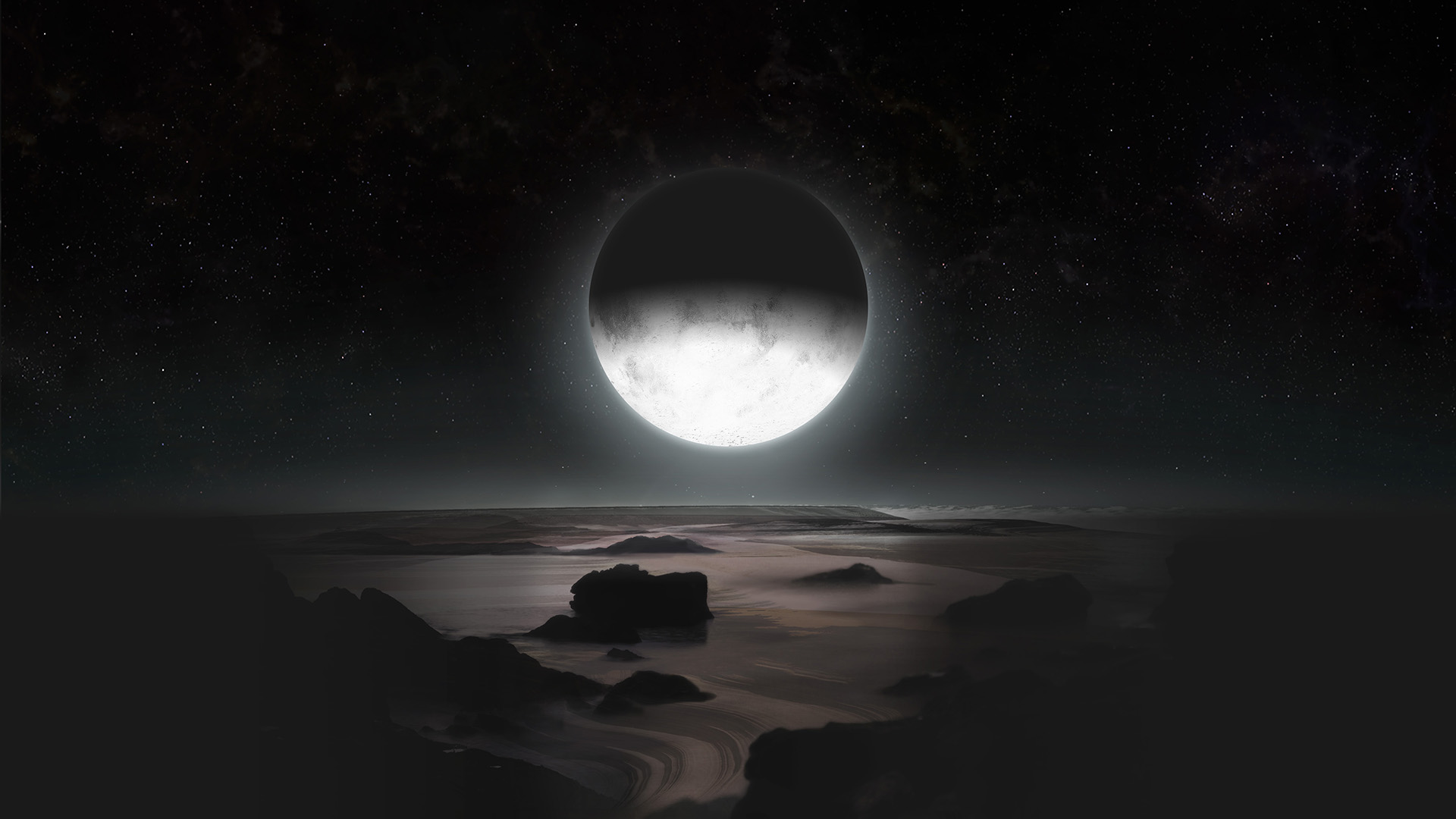
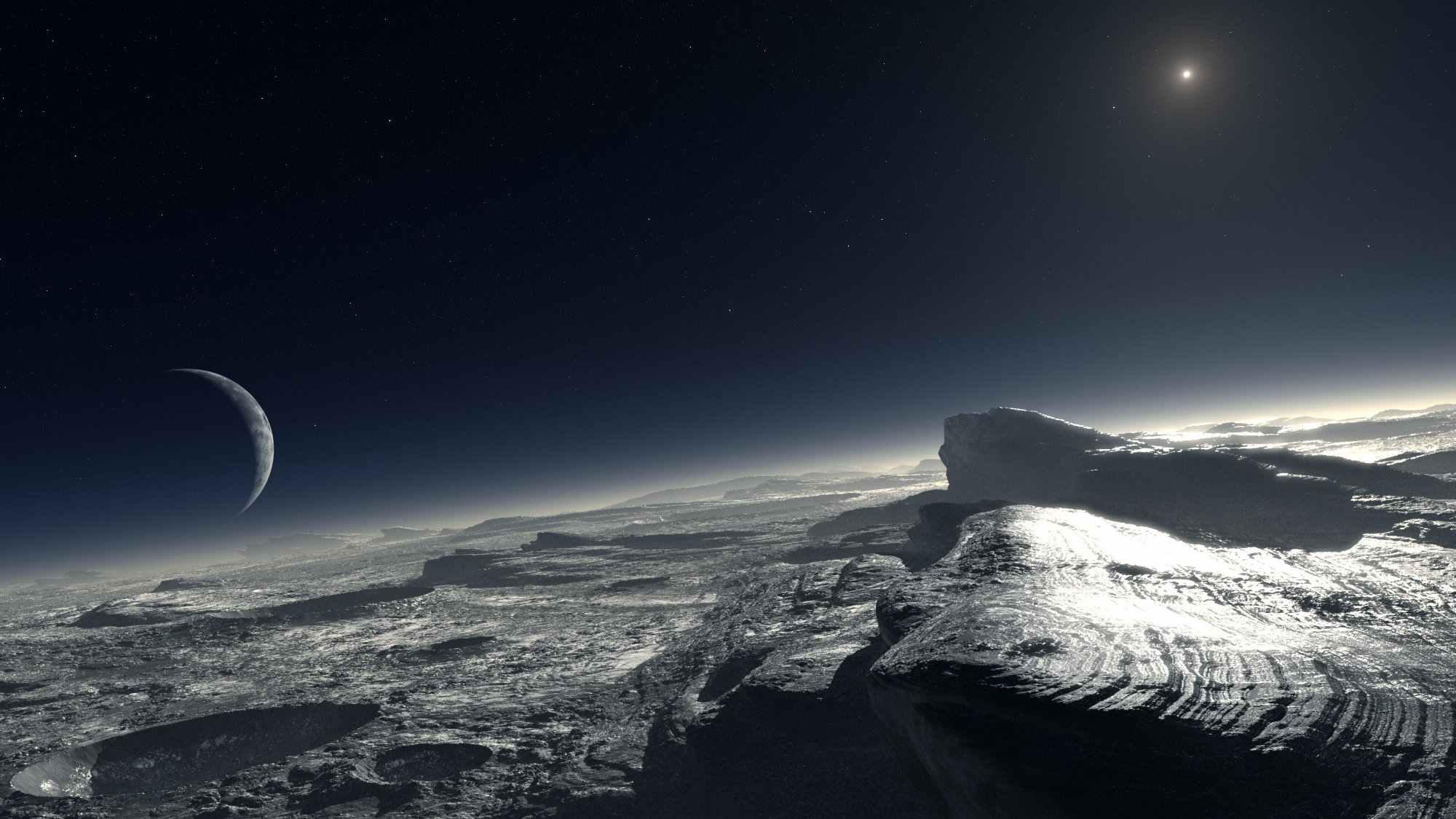
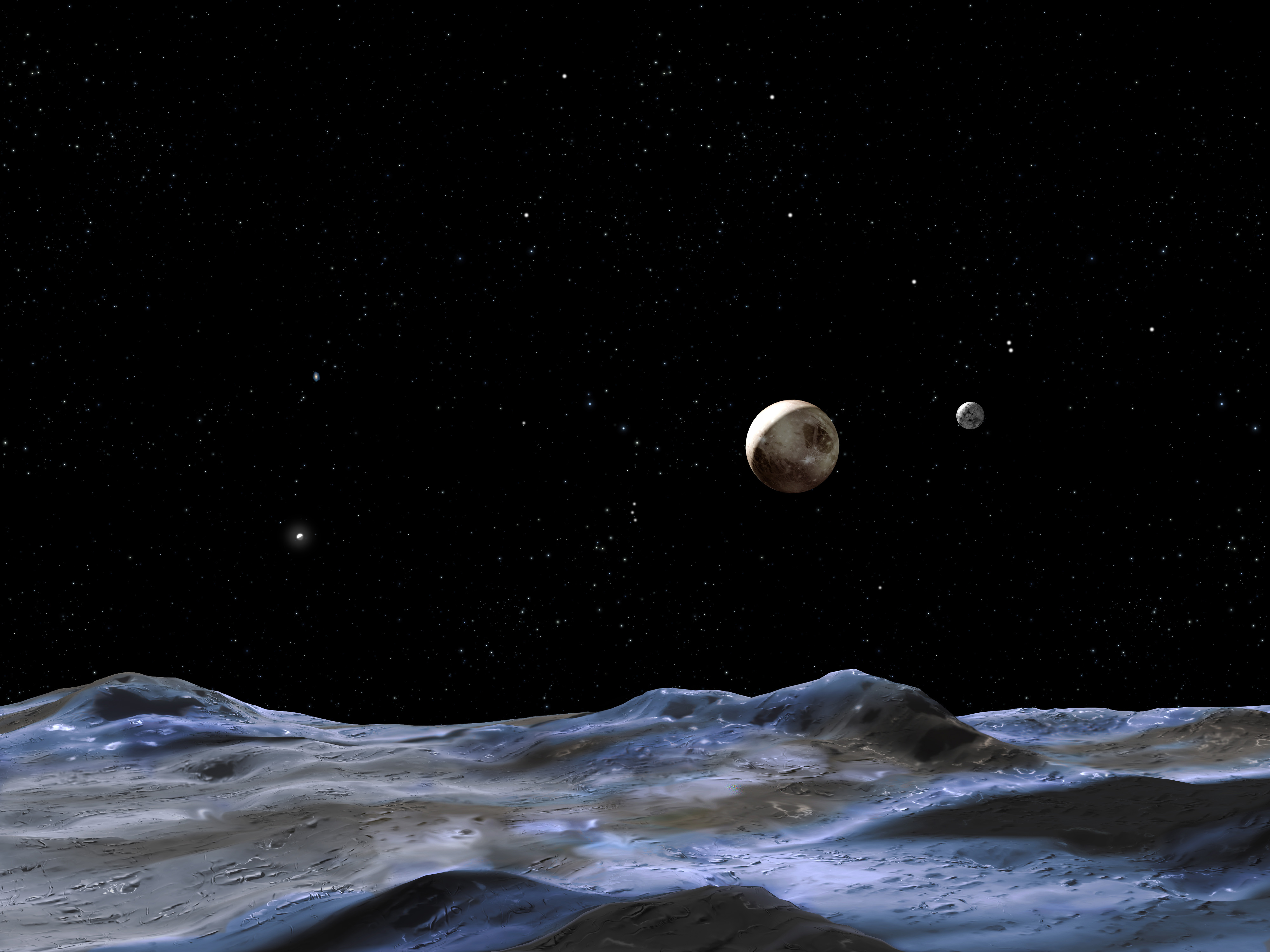
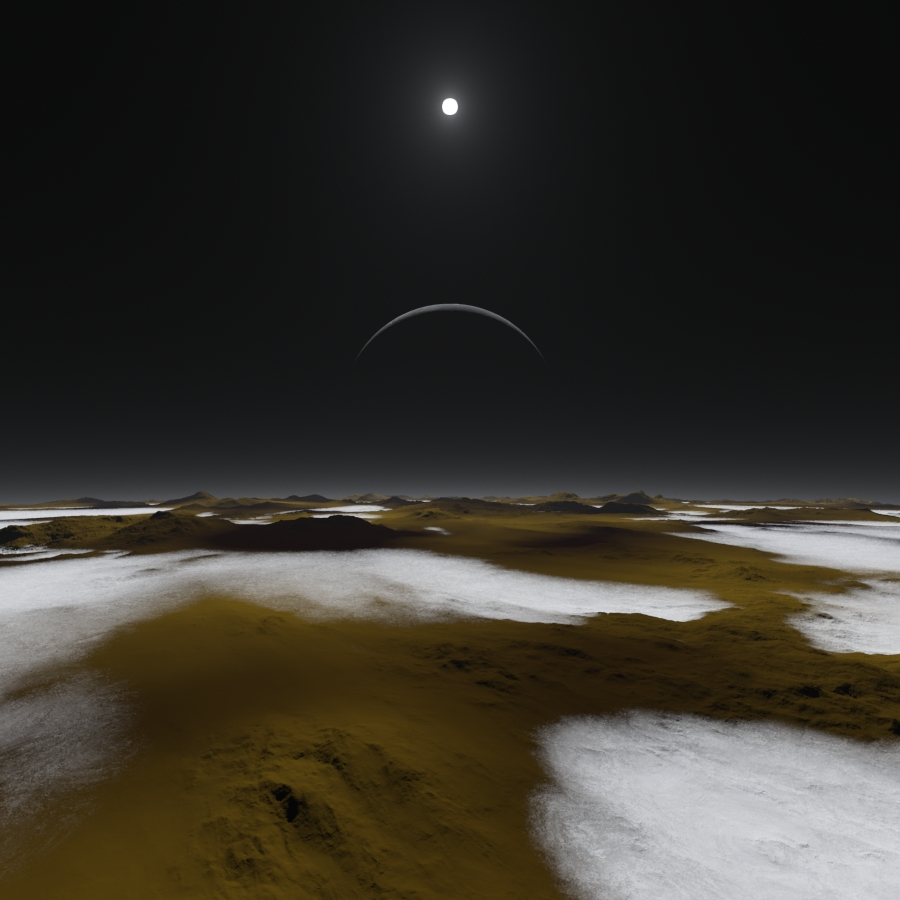

## روابط خارجية
- رواد الفضاء على الكواكب
- مقال عن الألوان المحتملة لسماء العوالم الغريبة.
- أطوار القمر شارون كما ترى من كوكب بلوتو
- محاكي النظام الشمسي (مختبر الدفع النفاث)